# Ford Duratec V6
Ford Duratec V6 — алюминиевый шестицилиндровый бензиновый двигатель внутреннего сгорания в конфигурации 60°, впервые представленный в 1993 году на Ford Mondeo. Основной вклад в разработку внесли Porsche, который разрабатывал аналогичный двигатель V6, и Cosworth, который помогал с изготовлением головки блока цилиндров.

## 2.5 L
Duratec 25 является 2,5-литровым (2544 см3) двигателем V6 в конфигурации 60°, представленным в 1993 году. Он был разработан для применения в Ford Contour. Также применялся в Ford Mondeo и других моделях. Диаметр цилиндра и ход поршня составляют 82,4 × 79,5 мм.
В 1995 и 1996 годах Duratec 25 входил в список 10 лучших двигателей Ward, а в 1998 и 1999 годах в этот список входила версия SVT.

### SVT
Версия SVT, представленная в 1998 году, выдавала мощность 145 кВт (195 л. с.) и крутящий момент 224 Н⋅м. Он включал в себя увеличенный корпус дроссельной заслонки от Duratec 30, новый воздушный фильтр в форме конуса и обработку потоком абразива на впускном коллекторе. Отличительными особенностями являются специальный кулачковый механизм, более лёгкий маховик и низкое ограничение мощности. В 1999 году были внесены дальнейшие усовершенствования (в основном улучшено расположение впускных патрубков), которые увеличили мощность до 149 кВт (200 л. с.), а крутящий момент — до 229 Н⋅м. С 1998 по 2001 год двигатель устанавливался на Ford Mondeo в Европе, Ford Cougar (под названием ST200) и Ford Contour в США.

### Duratec 2.5
24-клапанный двигатель Duratec 2.5 V6 DOHC мощностью 127 кВт (170 л. с.) при 6250 об/мин и крутящим моментом 224 Н⋅м при 4250 об/мин применяется в третьем поколении Ford Mondeo и последнем поколении Ford/Mercury Cougar (1999—2002). Объём был уменьшен с 2544 до 2495 см3.

### Mazda GY
В 2000 году компания Mazda применяла блок цилиндров и распределительные валы двигателя Duratec 25 в Mazda MPV, но объём был уменьшен с 2,54 до 2,5 л (с 2544 до 2495 см3), чтобы сохранить налоговый лимит в 2,5 л в Японии. Это было достигнуто за счёт уменьшения диаметра цилиндра с 82,42 до 81,66 мм. Двигатель развивал мощность 127 кВт (170 л. с.) при 6250 об/мин и крутящий момент 224 Н⋅м. В 2002 году на замену Mazda GY пришёл 3,0-литровый Mazda AJ на базе Duratec 30.

## 3.0 L
Duratec 30 был представлен в 1996 году в качестве замены 3,8-литрового двигателя Essex в Ford Taurus и Mercury Sable. Его рабочий объём составляет 3,0 л (2967 см3), а мощность варьируется от 149 до 179 кВт (200—240 л. с.). Диаметр цилиндра составляет 88,9 мм. Слегка модифицированная версия для Ford Five Hundred поступила в производство в 2004 году на заводе № 1 в Кливленде.
Двигатель оснащён алюминиевыми блоком цилиндров и его головкой. Цилиндры облицованы чугуном. Duratec 30 использует последовательный впрыск топлива, имеет по 4 клапана на цилиндр и оснащён коваными шатунами из порошкового металла с трещиноватыми соединениями и собранным впускным коллектором из литого алюминия.
В Mondeo ST220 применяется двигатель Duratec ST объёмом 3,0 л (2967 см3) и мощностью 169 кВт (226 л. с.), а в Mondeo Titanium применяется двигатель Duratec SE мощностью 152 кВт (204 л. с.).
Существует две ключевые версии Duratec 30:
- DAMB. Мощность 179 кВт (240 л. с.) при 6750 об/мин, крутящий момент 298 Н⋅м при 4500 об/мин.
- RFF. Мощность 150 кВт (201 л. с.) при 5900 об/мин, крутящий момент 281 Н⋅м при 4400 об/мин.

Применение:
- 153 кВт (205 л. с.)
  - 1996—2005 Ford Taurus/Mercury Sable
  - 2001—2005 Ford Escape/Mercury Mariner/Mazda Tribute
  - 2005—2007 Ford Five Hundred, Mercury Montego и Ford Freestyle

### VVT
В 2006 году Ford Fusion, Mercury Milan и Lincoln Zephyr получили версию Duratec 30 с системой изменения фаз газораспределения. VVT является версией RFF, производной от Mazda MZI без механических приводов.
Мощность двигателя составляет 165 кВт (221 л. с.) при 6250 об/мин, а крутящий момент — 278 Н⋅м при 4800 об/мин.
Благодаря внедрению E85 мощность стала составлять 179 кВт (240 л. с.) при 6550 об/мин, а крутящий момент — 302 Н⋅м при 4300 об/мин при работе на бензине с октановым числом 87. При работе на биотопливе мощность составляет 186 кВт (250 л. с.) при 6250 об/мин, а крутящий момент — 313 Н⋅м при 4150 об/мин. Для достижения этой цели был встроен кулачковый механизм с регулируемым моментом газораспределения, который разработан с помощью BorgWarner. Функции экономии топлива включают адаптивный контроль детонации и отключение топлива при «агрессивном» замедлении.
Первое поколение:
- 2006—2009 Ford Fusion
- 2006—2009 Mercury Milan
- 2006 Lincoln Zephyr
- 2004—2008 Mazda6

Второе поколение:
- 2010—2012 Ford Fusion
- 2010—2011 Mercury Milan
- 2009—2012 Ford Escape

### Замена
Fusion опционально стал оснащаться двигателем Duratec 35 V6, чтобы оставаться конкурентом Toyota Camry и Honda Accord. В Milan двигатель сохранил объём 3,0 л (2967 см3) в качестве единственного двигателя V6 до снятия с производства в 2012 году. Преемником Duratec 30 стали Duratec 35 и его производные.